# Gösgen (huyện)

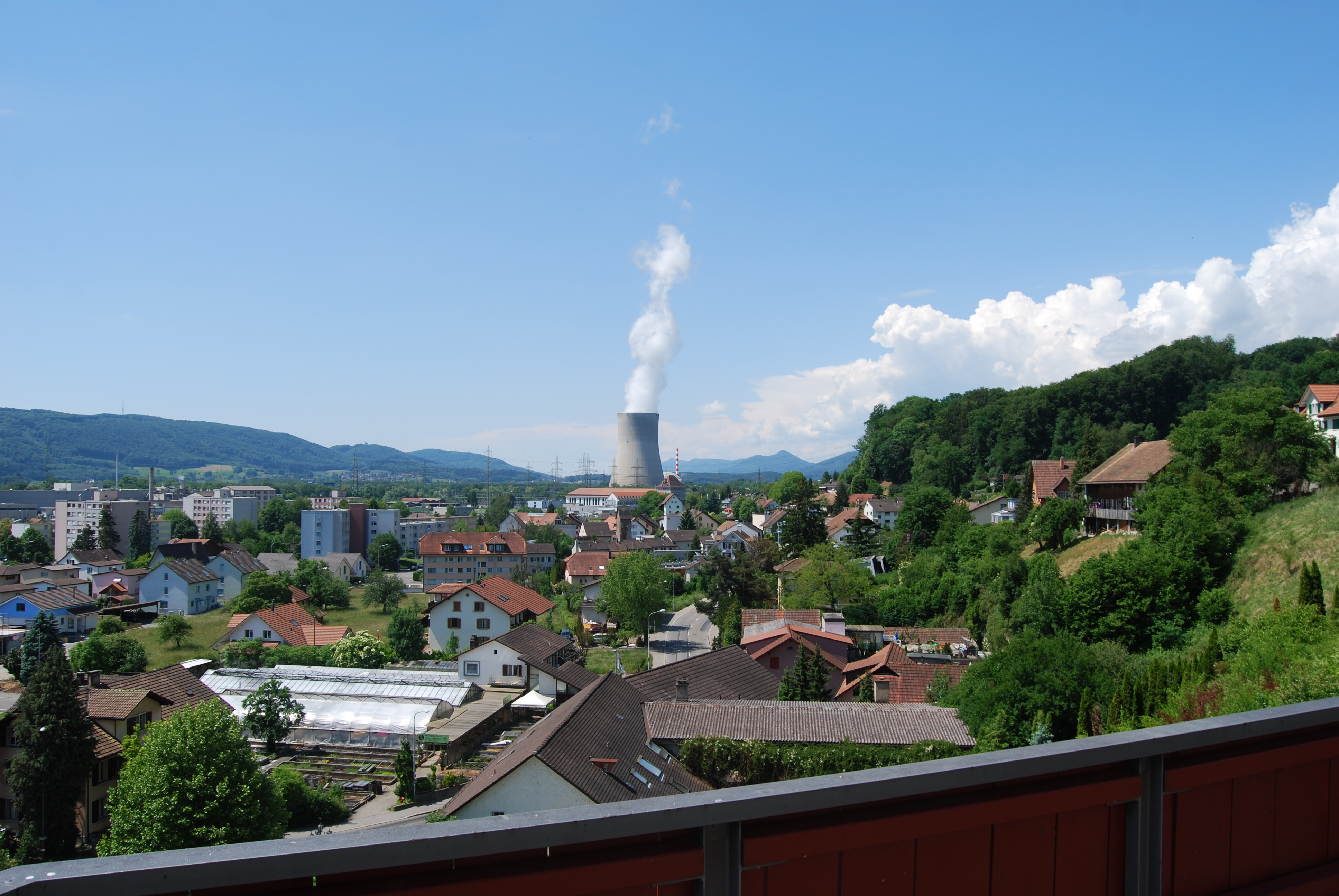
Niedergösgen

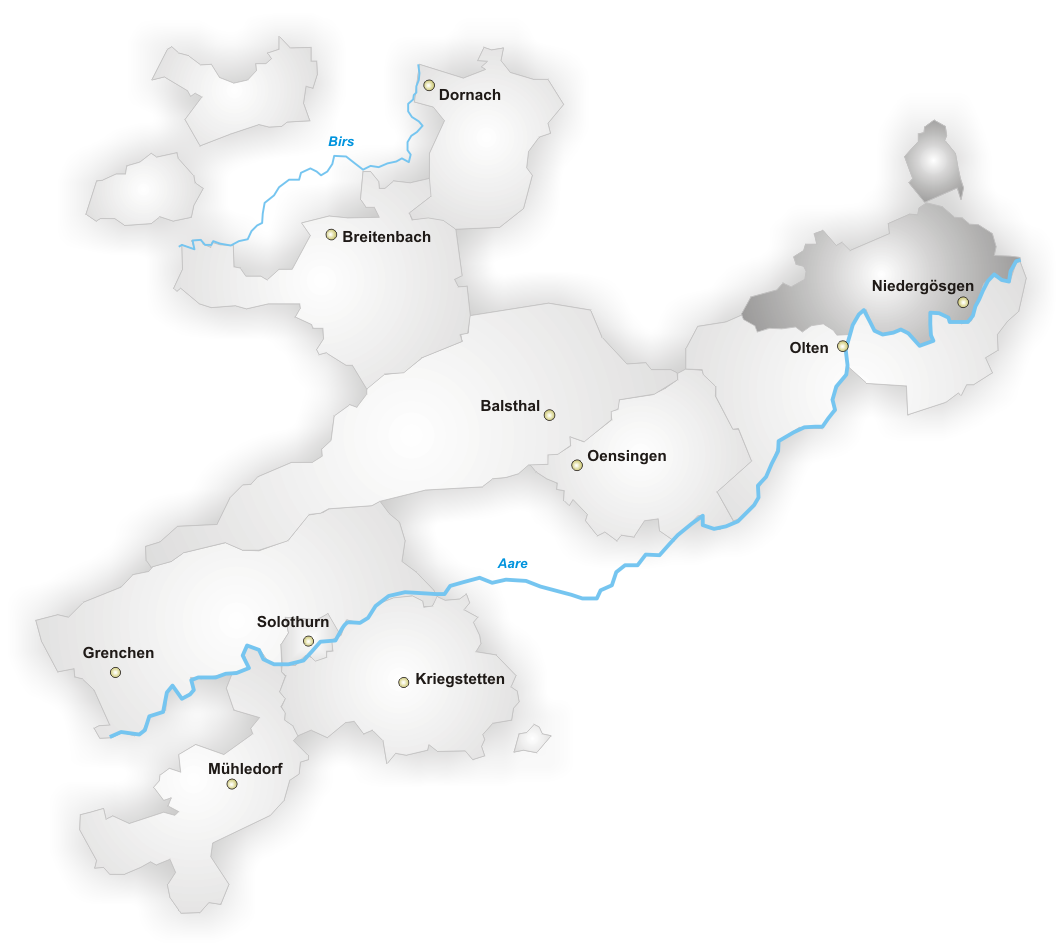
Huyện Gösgen, canton of Solothurn

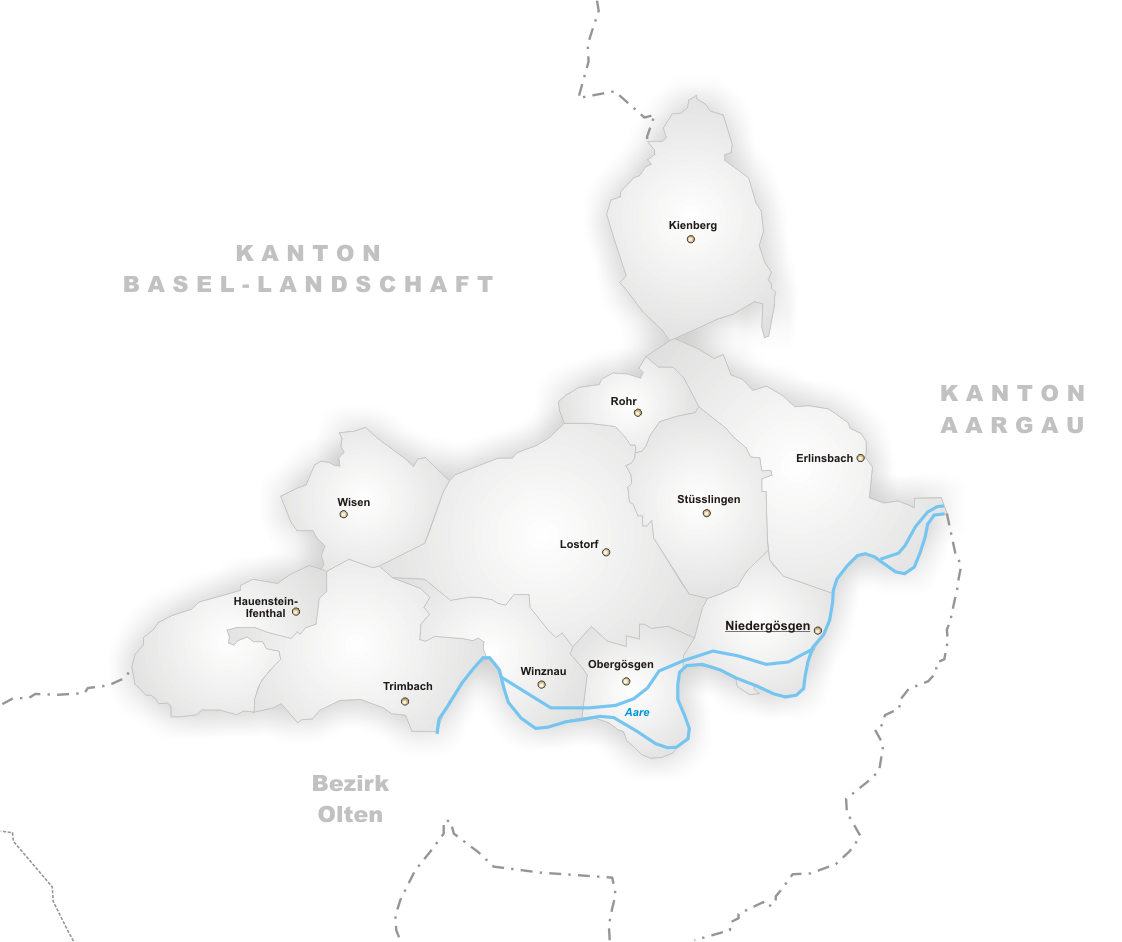
Các đô thị của Gösgen

Gösgen là một trong 10 huyện thuộc tổng Solothurn, Thụy Sĩ, tọa lạc ở đông bắc bang. Cùng với Huyện Olten, Gösgen tạo thành khu vực bầu cử Olten-Gösgen.
Gösgen có các đô thị sau:
| Huy hiệu            | Đô thị              | Dân số (Dec 2005) | Diện tích, km² |
| ------------------- | ------------------- | ----------------- | -------------- |
| Erlinsbach          | Erlinsbach          | 2937              | 8,90           |
| Hauenstein-Ifenthal | Hauenstein-Ifenthal | 290               | 5,30           |
| Kienberg            | Kienberg            | 513               | 8,53           |
| Lostorf             | Lostorf             | 3636              | 13,27          |
| Niedergösgen        | Niedergösgen        | 3790              | 4,33           |
| Obergösgen          | Obergösgen          | 2057              | 3,63           |
| Rohr                | Rohr                | 94                | 2,25           |
| Stüsslingen         | Stüsslingen         | 1001              | 6,15           |
| Trimbach            | Trimbach            | 6176              | 7,66           |
| Winznau             | Winznau             | 1667              | 4,00           |
| Wisen               | Wisen               | 407               | 4,79           |
|                     | Total               | 22,568            | 68.81          |

Bản mẫu:Districts của bang Solothurn